# 국방정신전력원
국방정신전력원(國防精神戰力院)은 대한민국 국군의 정신전력(精神戰力)을 강화하기 위한 교육을 실시하고 교리(敎理)를 연구·발전시키기 위하여 설치된 대한민국 국방부 직할부대이다.

## 설치 근거
- 국방정신전력원령 제1조

## 같이 보기
- 대한민국 국방부